# Сулин (станция)
Сулин — железнодорожная станция Ростовского региона Северо-Кавказской железной дороги, находящаяся в городе Красном Сулине Ростовской области, имеющая статус грузовой.

## История
Станция была открыта в 1871 году. В 1873 году на станции было открыто паровозное депо, которое действовало до начала 1990-х годов. Здесь производился ремонт и техническое обслуживание паровозов Северо-Кавказской железной дороги. Перед Великой Отечественной войной депо было одним из самых крупных в Ростовском отделении.
Во время Великой Отечественной войны здание вокзала сильно пострадало, но было восстановлено в 1952 году.
В 1977 г. в депо была установлена стела в честь погибших в годы Великой Отечественной войны деповчан.

## Деятельность
На станции осуществляется возврат и  продажа пассажирских билетов, прием и выдача багажа.
Производится прием и выдача повагонных и мелких отправок, а также грузов в универсальных контейнерах (имеются подъездные пути и крытые склады).

## Дальнее следование по станции
По графику 2022/2023 годов через станцию курсируют следующие поезда дальнего следования:
| Круглогодичное обращение поездов | Круглогодичное обращение поездов | Круглогодичное обращение поездов | Круглогодичное обращение поездов |
| № поезда                         | Маршрут движения                 | № поезда                         | Маршрут движения                 |
| -------------------------------- | -------------------------------- | -------------------------------- | -------------------------------- |
| 33 «Осетия»                      | Владикавказ — Москва             | 34 «Осетия»                      | Москва — Владикавказ             |
| 49                               | Кисловодск — Санкт-Петербург     | 50                               | Санкт-Петербург — Кисловодск     |
| 61                               | Нальчик — Москва                 | 62                               | Москва — Нальчик                 |
| 77                               | Ставрополь — Москва              | 78                               | Москва — Ставрополь              |
| 79                               | Адлер — Архангельск              | 80                               | Архангельск — Адлер              |
| 83                               | Адлер — Москва                   | 84                               | Москва — Адлер                   |
| 109                              | Анапа — Москва                   | 110                              | Москва — Анапа                   |
| 115                              | Адлер — Санкт-Петербург          | 116                              | Санкт-Петербург — Адлер          |
| 121                              | Владикавказ — Санкт-Петербург    | 122                              | Санкт-Петербург — Владикавказ    |
| 125                              | Новороссийск — Москва            | 126                              | Москва — Новороссийск            |
| 135                              | Махачкала — Санкт-Петербург      | 136                              | Санкт-Петербург — Махачкала      |
| 149                              | Минеральные Воды — Минск         | 150                              | Минск — Минеральные Воды         |
| 301                              | Адлер — Минск                    | 302                              | Минск — Адлер                    |
| 305                              | Сухум — Москва                   | 306                              | Москва — Сухум                   |
| 309                              | Адлер — Воркута                  | 310                              | Воркута — Адлер                  |
| 311                              | Новороссийск — Воркута           | 312                              | Воркута — Новороссийск           |
| 335                              | Новороссийск — Екатеринбург      | 336                              | Екатеринбург — Новороссийск      |
| 339                              | Новороссийск — Нижний Новгород   | 340                              | Нижний Новгород — Новороссийск   |
| 359                              | Адлер — Калининград              | 360                              | Калининград — Адлер              |
| 381                              | Грозный — Москва                 | 382                              | Москва — Грозный                 |
| 389                              | Анапа — Минск                    | 390                              | Минск — Анапа                    |

| Сезонное обращение поездов | Сезонное обращение поездов                    | Сезонное обращение поездов | Сезонное обращение поездов                    |
| № поезда                   | Маршрут движения                              | № поезда                   | Маршрут движения                              |
| -------------------------- | --------------------------------------------- | -------------------------- | --------------------------------------------- |
| 187                        | Новороссийск — Архангельск                    | 188                        | Архангельск — Новороссийск                    |
| 213                        | Ростов-на-Дону — Саратов                      | 214                        | Саратов — Ростов-на-Дону                      |
| 221                        | Анапа — Архангельск                           | 222                        | Архангельск — Анапа                           |
| 225                        | Адлер — Мурманск                              | 226                        | Мурманск — Адлер                              |
| 227                        | Новороссийск — Санкт-Петербург                | 228                        | Санкт-Петербург — Новороссийск                |
| 233                        | Имеретинский курорт — Екатеринбург            | 234                        | Екатеринбург — Имеретинский курорт            |
| 237                        | Анапа — Москва                                | 238                        | Москва — Анапа                                |
| 241                        | Адлер — Иркутск                               | 242                        | Иркутск — Адлер                               |
| 251                        | Адлер — Барнаул                               | 252                        | Барнаул — Адлер                               |
| 257                        | Адлер — Печора                                | 258                        | Печора — Адлер                                |
| 259                        | Анапа — Санкт-Петербург                       | 260                        | Санкт-Петербург — Анапа                       |
| 261                        | Адлер — Архангельск                           | 262                        | Архангельск — Адлер                           |
| 267                        | Новороссийск — Сосногорск                     | 268                        | Сосногорск — Новороссийск                     |
| 269                        | Адлер — Чита                                  | 270                        | Чита — Адлер                                  |
| 273                        | Адлер — Северобайкальск                       | 274                        | Северобайкальск — Адлер                       |
| 281                        | Адлер — Череповец                             | 282                        | Череповец — Адлер                             |
| 283                        | Анапа — Череповец                             | 284                        | Череповец — Анапа                             |
| 285                        | Новороссийск — Мурманск                       | 286                        | Мурманск — Новороссийск                       |
| 289                        | Анапа — Екатеринбург                          | 290                        | Екатеринбург — Анапа                          |
| 459                        | -                                             | 460                        | Тамбов — Адлер                                |
| 467                        | Имеретинский курорт — Смоленск                | 468                        | Смоленск — Имеретинский курорт                |
| 469                        | Новороссийск — Саратов                        | 470                        | Саратов — Новороссийск                        |
| 471                        | Адлер — Москва                                | 472                        | Москва — Адлер                                |
| 473                        | Анапа — Самара                                | 474                        | Самара — Анапа                                |
| 475                        | Адлер — Москва                                | 476                        | Москва — Адлер                                |
| 477                        | Адлер — Челябинск                             | 478                        | Челябинск — Адлер                             |
| 479                        | Сухум — Санкт-Петербург                       | 480                        | Санкт-Петербург — Сухум                       |
| 481                        | Новороссийск — Москва                         | 482                        | Москва — Новороссийск                         |
| 495                        | Адлер — Кострома                              | 496                        | Кострома — Адлер                              |
| 497                        | Адлер — Ижевск                                | 498                        | Ижевск — Адлер                                |
| 505                        | Новороссийск — Тамбов                         | 506                        | Тамбов — Новороссийск                         |
| 507                        | Новороссийск — Ижевск                         | 508                        | Ижевск — Новороссийск                         |
| 511                        | Адлер — Москва                                | 512                        | Москва — Адлер                                |
| 513                        | Анапа — Тамбов                                | 514                        | Тамбов — Анапа                                |
| 515                        | Анапа — Ижевск                                | 516                        | Ижевск — Анапа                                |
| 517                        | Анапа — Москва                                | 518                        | Москва — Анапа                                |
| 525                        | Анапа — Саратов                               | 526                        | Саратов — Анапа                               |
| 531                        | Адлер — Киров                                 | 532                        | Киров — Адлер                                 |
| 535                        | Анапа — Смоленск                              | 536                        | Смоленск — Анапа                              |
| 539                        | Анапа — Кострома                              | 540                        | Кострома — Анапа                              |
| 541                        | Адлер — Москва                                | 542                        | Москва — Адлер                                |
| 549                        | Адлер — Тольятти                              | 550                        | Тольятти — Адлер                              |
| 555                        | Адлер — Смоленск                              | 556                        | Смоленск — Адлер                              |
| 561                        | Ейск — Москва                                 | 562                        | Москва — Ейск                                 |
| 583                        | Анапа — Казань                                | 584                        | Казань — Анапа                                |
| 591                        | Анапа — Пермь — Приобье                       | 592                        | Приобье — Пермь — Анапа                       |
| 595                        | Анапа — Екатеринбург — Тюмень — Новый Уренгой | 596                        | Новый Уренгой — Тюмень — Екатеринбург — Анапа |